# 董繩燾
董繩燾（?—?），字巨卿，号筱圃，一号雨村，安徽省宣城縣人，清朝政治人物、進士出身。
同治庚午三月生。光緒十七年辛卯科（1891年）举人，光绪三十年，會試第219名；殿試登進士三甲第18名，后分發為知縣。